# كأس هولندا 1986–87
كأس هولندا 1986–87 (بالهولندية: KNVB beker 1986/87)‏ هو الموسم 69 من كأس هولندا. أشرف على تنظيمه الاتحاد الملكي الهولندي لكرة القدم، وكان عدد الأندية المشاركة فيه 64، وفاز فيه أياكس أمستردام.